# Pillkaller Kleinbahn
| Kopfbahnhof Streckenanfang (Strecke außer Betrieb)        | 0,0  | Pillkallen Kleinbahnhof (Schlossberg Klb) | Pillkallen Kleinbahnhof (Schlossberg Klb) |
| Bahnhof (Strecke außer Betrieb)                           | 1,4  | Paslöpen                                  | Paslöpen                                  |
| Bahnhof (Strecke außer Betrieb)                           | 3,6  | Uszpiaunen Domäne (Kiesdorf (Ostpr.))     | Uszpiaunen Domäne (Kiesdorf (Ostpr.))     |
| Bahnhof (Strecke außer Betrieb)                           | 4,8  | Uszpiaunen Dorf                           | Uszpiaunen Dorf                           |
| Bahnhof (Strecke außer Betrieb)                           | 6,0  | Wiltauten                                 | Wiltauten                                 |
| Bahnhof (Strecke außer Betrieb)                           | 7,5  | Uszballen/Uschballen (Eichbruch)          | Uszballen/Uschballen (Eichbruch)          |
| Abzweig geradeaus und von rechts (Strecke außer Betrieb)  |      | von Schirwindt                            | von Schirwindt                            |
| Bahnhof (Strecke außer Betrieb)                           | 11,0 | Grumbkowkeiten (Grumbkowsfelde)           | Grumbkowkeiten (Grumbkowsfelde)           |
| Bahnhof (Strecke außer Betrieb)                           | 12,8 | Wingern                                   | Wingern                                   |
| Bahnhof (Strecke außer Betrieb)                           | 14,2 | Patilszen (Insterwalde)                   | Patilszen (Insterwalde)                   |
| Brücke über Wasserlauf (Strecke außer Betrieb)            |      | Inster                                    | Inster                                    |
| Bahnhof (Strecke außer Betrieb)                           | 16,4 | Kiauschen (Wetterau)                      | Kiauschen (Wetterau)                      |
| Abzweig geradeaus und nach rechts (Strecke außer Betrieb) |      | nach Doristhal                            | nach Doristhal                            |
| Bahnhof (Strecke außer Betrieb)                           | 17,2 | Augstutschen (Rehwalde)                   | Augstutschen (Rehwalde)                   |
| Bahnhof (Strecke außer Betrieb)                           | 20,3 | Lasdinehlen (Sommerswalde)                | Lasdinehlen (Sommerswalde)                |
| Bahnhof (Strecke außer Betrieb)                           | 22,3 | Rucken (Kr Pillkallen)                    | Rucken (Kr Pillkallen)                    |
| Bahnhof (Strecke außer Betrieb)                           | 23,2 | Uszbördszen/Uschbördschen (Karpfenwinkel) | Uszbördszen/Uschbördschen (Karpfenwinkel) |
| Bahnhof (Strecke außer Betrieb)                           | 24,5 | Alxnupönen (Altsnappen)                   | Alxnupönen (Altsnappen)                   |
| Bahnhof (Strecke außer Betrieb)                           | 26,5 | Sallehnen                                 | Sallehnen                                 |
| Bahnhof (Strecke außer Betrieb)                           | 28,2 | Schoreller Forst                          | Schoreller Forst                          |
| Kopfbahnhof Streckenende (Strecke außer Betrieb)          | 30,0 | Lasdehnen (Haselberg)                     | Lasdehnen (Haselberg)                     |

| Strecke (außer Betrieb)                                   |      | von Lasdehnen                            | von Lasdehnen                            |
| Bahnhof (Strecke außer Betrieb)                           | 0,0  | Grumbkowkeiten (1934–46: Grumbkowsfelde) | Grumbkowkeiten (1934–46: Grumbkowsfelde) |
| Abzweig geradeaus und nach rechts (Strecke außer Betrieb) |      | nach Pillkallen (Schloßberg)             | nach Pillkallen (Schloßberg)             |
| Bahnhof (Strecke außer Betrieb)                           | 1,5  | Bilden                                   | Bilden                                   |
| Bahnhof (Strecke außer Betrieb)                           | 4,5  | Walddorf                                 | Walddorf                                 |
| Bahnhof (Strecke außer Betrieb)                           | 5,6  | Willuhnen                                | Willuhnen                                |
| Bahnhof (Strecke außer Betrieb)                           | 6,8  | Kaylen                                   | Kaylen                                   |
| Bahnhof (Strecke außer Betrieb)                           | 8,9  | Kruschinehlen                            | Kruschinehlen                            |
| Bahnhof (Strecke außer Betrieb)                           | 10,5 | Groß Naujehnen                           | Groß Naujehnen                           |
| Bahnhof (Strecke außer Betrieb)                           | 13,5 | Lindicken (Kr Pillkallen)                | Lindicken (Kr Pillkallen)                |
| Bahnhof (Strecke außer Betrieb)                           | 16,3 | Groß Warrupönen (Lindenhof)              | Groß Warrupönen (Lindenhof)              |
| Bahnhof (Strecke außer Betrieb)                           | 17,6 | Jodupönen                                | Jodupönen                                |
| Kopfbahnhof Streckenende (Strecke außer Betrieb)          | 19,6 | Schirwindt                               | Schirwindt                               |

| Strecke (außer Betrieb)                                  |      | von Pillkallen (Schloßberg) | von Pillkallen (Schloßberg) |
| Bahnhof (Strecke außer Betrieb)                          | 0,0  | Kiauschen (Wetterau)        | Kiauschen (Wetterau)        |
| Abzweig geradeaus und nach links (Strecke außer Betrieb) |      | nach Lasdehnen (Haselberg)  | nach Lasdehnen (Haselberg)  |
| Bahnhof (Strecke außer Betrieb)                          | 2,4  | Szardehlen (Martingken)     | Szardehlen (Martingken)     |
| Bahnhof (Strecke außer Betrieb)                          | 3,9  | Kischen                     | Kischen                     |
| Bahnhof (Strecke außer Betrieb)                          | 6,1  | Schillehnen (Schillfelde)   | Schillehnen (Schillfelde)   |
| Bahnhof (Strecke außer Betrieb)                          | 9,4  | Eydgimmischken (Hochfeld)   | Eydgimmischken (Hochfeld)   |
| Kopfbahnhof Streckenende (Strecke außer Betrieb)         | 11,3 | Doristhal                   | Doristhal                   |

Die Pillkaller Kleinbahn war ein Kleinbahnbetrieb im ostpreußischen Kreis Pillkallen, der ab 1938 Landkreis Schloßberg (Ostpr.) hieß; ab diesem Zeitpunkt firmierte die Bahn als Schloßberger Kleinbahn.

## Geschichte
Der unmittelbar an der russischen, später litauischen Grenze gelegene ostpreußische Kreis Pillkallen und seine Hauptstadt wurden erst 1892/93 durch die Nebenbahn Tilsit–Stallupönen (Ebenrode) an das Staatsbahnnetz angeschlossen. Weitere Bahnbauten überließ man der Pillkaller Kleinbahn-AG, die am 25. Juni 1900 vom Königreich Preußen, der Provinz Ostpreußen, dem Kreis und dem Bahnbauunternehmen Lenz & Co. GmbH gegründet worden ist.
Der größte Teil des Schienennetzes konnte am 24. Dezember 1901 eröffnet werden. Dazu gehörte zunächst die 30 Kilometer lange „Hauptachse“, die von der Kreisstadt mit einer Ausbuchtung nach Osten über Grumbkowkeiten (Grumbkowsfelde) und Kiauschen (Wetterau) nach Norden bis zum Kirchdorf Lasdehnen (Haselberg) verlief. In den beiden genannten Zwischenstationen zweigten Stichbahnen in östlicher Richtung ab.
Die erste war 20 Kilometer lang und führte von Grumbkowkeiten über Willuhnen bis zur Grenzstadt Schirwindt, der damals östlichsten Stadt im Deutschen Reich. Die zweite Stichbahn von Kiauschen endete anfangs in Schillehnen (Schillfelde) und wurde erst am 7. November 1906 bis nach Doristhal um fünf Kilometer verlängert. Danach umfasste das Kleinbahnnetz eine Länge von 61 Kilometern.
Es war zunächst in der Schmalspur von 750 mm angelegt worden, wurde aber im Ersten Weltkrieg 1914 durch russische Truppen weitgehend zerstört, so dass der Betrieb vom 12. August 1914 bis zum 2. April 1915 eingestellt war. Danach konnte er provisorisch wieder aufgenommen werden. Am 4. Dezember 1915 fasste die Generalversammlung der AG den Beschluss zur Umspurung auf 1000 mm, da der größte Teil der Betriebsmittel zerstört war und ohnehin neu beschafft werden musste. Aber auch die positive Entwicklung der Bahn in ihrer bisherigen Betriebszeit spielte eine Rolle. Weil die Bahn für den Wiederaufbau der Ortschaften benötigt wurde, wurden die Baustoffe vordringlich geliefert. Außer staatlichen Mitteln wurde dies auch mit Spendenmitteln ermöglicht, es gab auch Patenschaften von Orten aus anderen Gebieten Deutschlands für den Wiederaufbau der ostpreußischen Orte (Ostpreußenhilfe). Ab dem 13. November 1916 wurde bei laufenden Betrieb diese Umspurung vorgenommen, am 12. Juli 1917 konnte die Bahn in Meterspur vollständig in Betrieb genommen werden.
Der Kleinbahnhof in Pillkallen lag unmittelbar am Reichsbahnhof, für den Güterverkehr gab es eine zweigleisige Umladestelle. Hier lag auch die Werkstatt.
Die Betriebsführung übernahm die Ostdeutsche Eisenbahn-Gesellschaft in Königsberg (ODEG). Am 30. Juni 1924 wurde die Pillkaller Kleinbahn-AG in die Insterburger Kleinbahn-AG eingegliedert, die sich anschließend Ostpreußische Kleinbahnen AG nannte.
Die Bahnanlagen wurden im Winter 1944/45 im Zuge der Kriegshandlungen weitgehend zerstört. Sie wurden danach nicht wieder aufgebaut.

## Verkehr
Täglich gab es drei Personenzugpaare auf der Strecke, in Grumbkowkeiten und Kiauschen war jeweils ein Anschluss vorgesehen, es gab sogar Kurswagen.
In Schirwindt gab es einen beachtlichen Umschlag mit Holz und Getreide aus Russland und Litauen.

## Fahrzeuge
1939 standen folgende Fahrzeuge zur Verfügung: fünf Dampflokomotiven, zwölf Personen-, drei Pack- und 93 Güterwagen. Außerdem gab es vier Schneepflüge, die an den Endpunkten stationiert waren, um die Gleise schnell schneefrei zu bekommen. Einige ebenfalls von der ODEG betriebene Omnibuslinien ergänzten ab 15. August 1931 das Verkehrsangebot. Sie fuhren von Pillkallen nach Lasdehnen, Schillehnen, Schirwindt und Stallupönen.
Im Dezember 1944 gelangten zwei Lokomotiven der Pillkaller Kleinbahn zur Schmalspurbahn Weimar–Rastenberg/Großrudestedt und 1946 in die Sowjetunion.
Eine der Dampflokomotiven ist erhalten und heute beim Deutschen Eisenbahn-Verein im Einsatz. Eine weitere Lokomotive war bis 1957 in der Pfalz eingesetzt.